# Milena Mitkowa
Milena Mitkowa (bulgarisch Милена Миткова; * 26. Januar 1990) ist eine bulgarische Leichtathletin, die sich auf den Weitsprung spezialisiert hat.

## Sportliche Laufbahn
Erste internationale Erfahrungen sammelte Milena Mitkowa im Jahr 2008, als sie bei den Juniorenweltmeisterschaften in Bydgoszcz mit einer Weite von 5,81 m in der Qualifikation ausschied. Im Jahr darauf erreichte sie bei den Junioreneuropameisterschaften in Novi Sad mit 5,81 m Rang elf und 2011 schied sie bei den U23-Europameisterschaften in Ostrava mit 5,60 m in der Qualifikation aus. 2012 belegte sie bei den Balkan-Meisterschaften in Eskişehir mit 5,76 m den vierten Platz und kam mit der bulgarischen 4-mal-100-Meter-Staffel nicht ins Ziel und im Jahr darauf wurde sie bei den Meisterschaften in Stara Sagora mit 6,22 m erneut Vierte im Weitsprung. 2014 gewann sie bei den Balkan-Hallenmeisterschaften in Istanbul mit 6,16 m die Bronzemedaille und bei den Freiluftmeisterschaften in Pitești erreichte sie mit einem Sprung auf 5,97 m Rang fünf. 2015 nahm sie an der Sommer-Universiade in Gwangju teil und klassierte sich dort mit 6,31 m auf dem siebten Platz, ehe sie bei den Balkan-Meisterschaften in Pitești mit 6,16 m die Bronzemedaille gewann. Auch bei den Balkan-Hallenmeisterschaften 2016 in Istanbul gewann sie mit 6,17 m die Bronzemedaille und bei den Freiluftmeisterschaften in Pitești wurde sie mit 6,01 m Achte. 
2017 gewann sie bei den Balkan-Hallenmeisterschaften in Belgrad mit 6,32 m die Bronzemedaille, wie auch bei den Freiluftmeisterschaften in Novi Pazar mit 6,30 m. Anschließend startete sie erneut bei den Studentenweltspielen in Taipeh und belegte dort mit einer Weite von 6,26 m den vierten Platz. Im Jahr darauf siegte sie bei den Balkan-Hallenmeisterschaften in Istanbul mit 6,45 m und bei den Freiluftmeisterschaften in Stara Sagora erreichte sie mit 6,42 m Rang vier, ehe sie bei den Europameisterschaften in Berlin mit 6,29 m in der Qualifikation ausschied. 2019 gewann sie bei den Balkan-Hallenmeisterschaften mit 6,26 m die Bronzemedaille und bei den Europaspielen in Minsk erreichte sie mit 6,02 m Rang 20, ehe sie bei den Balkan-Meisterschaften in Prawez mit 6,12 m den fünften Platz belegte. 2020 gewann sie dann bei den Balkan-Hallenmeisterschaften in Istanbul mit 6,42 m die Silbermedaille und bei den Freiluftmeisterschaften in Cluj-Napoca wurde sie mit 6,21 m Vierte. Auch bei den Balkan-Hallenmeisterschaften 2021 in Istanbul belegte sie mit 6,33 m Rang vier im Weitsprung und Ende Juni wurde sie bei den Freiluftmeisterschaften in Smederevo mit 6,16 m Achte. Im Jahr darauf gewann sie bei den Balkan-Hallenmeisterschaften in Istanbul mit 6,12 m die Bronzemedaille hinter der Griechin Vasiliki Chaitidou und Klara Barnjak aus Kroatien und 2023 belegte sie bei den Balkan-Meisterschaften in Kraljevo mit 6,37 m den vierten Platz. Ende Mai gelangte sie bei den Freiluft-Balkan-Meisterschaften in Izmir mit 5,98 m auf den zwölften Platz.
In den Jahren 2015 und 2016 sowie von 2018 bis 2021 wurde Mitkowa bulgarische Meisterin im Weitsprung im Freien sowie 2014 und von 2016 bis 2021 auch in der Halle.